# Лососина
Лососи́на (рос. Лососина) — селище міського типу у складі Совєтсько-Гаванського району Хабаровського краю, Росія. Адміністративний центр та єдиний населений пункт Лососинського міського поселення.

## Географія
Розташоване у східній частині краю, на північний схід від міста Совєтська Гавань, на березі Татарської протоки. Відстань до найближчої залізничної станції — 8 км.

## Історія
Статус селища міського типу — з 1969 року.

## Населення
Населення — 3224 особи (2010; 3246 у 2002).
| 1970  | 1979  | 1989  | 2000  | 2002  | 2005  | 2006  |
| ----- | ----- | ----- | ----- | ----- | ----- | ----- |
| 2426  | ↗5091 | ↗5687 | ↘5000 | ↘3246 | ↘3098 | ↘3044 |
| 2007  | 2008  | 2009  | 2010  | 2011  | 2012  | 2013  |
| ↘3000 | ↗3046 | ↗3062 | ↗3224 | ↗3228 | ↘3201 | ↗3230 |
| 2014  | 2015  | 2016  | 2017  | 2018  | 2019  | 2020  |
| ↘3186 | ↘3154 | ↘3141 | ↘3105 | ↘3070 | ↘3014 | ↘2986 |

## Господарство
Адміністрація рибного порту Совєтська Гавань, підприємства з переробки риби, лісопереробка.